# 中国共产党台州市委员会
中国共产党台州市委员会，简称中共台州市委，是中国共产党在中华人民共和国浙江省台州市的领导机关。

## 历史沿革

### 成立初期
1924年3月，中国社会主义青年团杭州地委秘书宣侠父在浙江省立甲种水产学校（海门葭沚），发展建立台州首个共产党小组。同年秋，金辅华创办初级中学为公开职业，在温岭秘密发展党员。1926年夏，上海大学学生、宁海旅沪学会的蒋如琮、林泽荣回宁海建党，筹建宁海中学进行中共活动，并于9月成立中共宁海支部。11月，中共宁波地委指派张鹏程回温岭，12月成立中共温岭独立支部，隶属中共宁波地委，发展曹廷祥等一批共产党员。同年，张崇文、张伯炘、陈赓平回临海，12月成立中共临海特别支部:23。1927年2月，国民党浙江省党部宣中华（共产党党员）派戴邦定任中共临海特别支部书记，接任浙江省立第六中学（今台州中学）校长职位，同时负责台州各县党组织工作:153。
1927年四一二事变后，4月19日国民党军警包围宁海中学，中共宁海支部书记蒋益谦、宣传委员李平被捕。5月下旬，临海特别支部书记戴邦定被通缉，中共温岭独立支部书记张鹏程离职（脱离中共:25），台州党组织遭到毁灭。7月，中共浙江省委成立中共宁海临时委员会，并于7月22日在临海设立台属六县通讯处:51。9月，省委派张伯炘组建中共临海县委，负责指导台属各县工作。11月，省委派浙南特派员李吉平（陈韶奏）抵达台州，传达八七会议精神，组织发动武装暴动。1928年5月，宁海亭旁暴动爆发，当地成立浙江省首个苏维埃政权。鉴于台州六县工作开展需要，中共浙江省委指示组织台属特委。7月省委常委、代理省委书记龙大道巡视台州、温州，着手筹建浙南特委。9月23日，浙江省委常委会通过了《台属各县工作总方针》，决定召集成立浙南特别委员会。9月下旬，在天台栖霞蓝田村召开中共浙南代表大会，成立中国共产党浙南特别委员会，管容德任书记，特委机关设海门，领导台州、温州10县党组织:866:63-64。11月在临海涂下桥道感堂村，召开中共浙南第二次代表大会改选，选举卢经训为特委书记。1928年12月15日，中共浙南特委设在海门的机关被浙江保安队侦破、多人被捕，部分党内文件被搜，特委机关遭到破坏。中共浙江省委获悉后，决定撤销中共浙南特委，改为特派员制，原基层党组织直接隶属于中共浙江省委。1929年4月14日，中共中央在上海召开浙江工作会议，决定暂时撤销中共浙江省委建制，在杭州、宁波、温州、台州、湖州、兰溪建立中心地方党部，直属中共中央领导。
1929年5月，中央派浙东巡视员邵天鹏到台州，指定石瑞芳为台州中心县委书记，负责筹建中心县委，并在温岭坞根游击队的影响下筹建游击队:866-867。7月，中央派巡视员徐英到台州，于28日在临海召开会议成立中共台州中心县委。1930年1月，中央巡视员金贯真到台州，在海门、路桥、温岭、玉环楚门召开会议，对台州各地党的工作和发动游击战争作指示。3月，中央军委胡公冕等人来浙南成立浙南红军游击总指挥部，胡公冕为军长，金贯真为政委。同月，台州中心县委在温岭建立坞根游击大队。5月，坞根游击大队编为中国工农红军第十三军第2团，黄岩葡萄坑游击队编入第1团，仙居游击队编入第3团。温台游击区代表王国桢到上海，参加全国苏维埃区域代表大会后回浙南，在瑞安渔潭村召开中共浙南代表大会，选举产生中国共产党浙南特别委员会，王国桢任书记，陈文杰任军事委员。11月浙南特委改组，推选石瑞芳为代理书记，金国祥为中共台州中心县委书记兼临海县委书记。12月初，潘心元在玉环被杀，石瑞芳在温州被捕，浙南特委解体。
1931年4月，中共台州中心县委重组为临时中心县委，9月重建中共台州中心县委，陈育中任书记，不久被捕，台州中共组织活动停止。1935年，中国工农红军挺进师第一纵队，在王屏、杨金山、张文碧等率领下进入浙东地区，建立中共浙东特委，在天台、仙居、临海、黄岩山区开展游击活动。但由于台州中共党组织已遭破坏，红军无法立足，于1936年夏撤离台州:866。

### 抗日战争
1937年第二次国共合作形成后，原被国民党投入监狱的共产党员相继获释。11月，中共浙江省临时工委派张崇文回临海。12月，中共台州临时工作委员会成立，张崇文任书记，随后成立临海、天台、黄岩、温岭工委及海门特别支部。1938年5月，临时省委派组织部长谢文清到台州接收临时工委工作，成立中共台属临时特别委员会。10月转为正式特委，中共浙江省委派委员刘清扬任特委书记（12月在乐清被捕）。1941年1月皖南事变后，中共台属特委和各县县委党组织遭严重破坏撤销，改设特派员、联络员，实现单线领导，刘清扬任台属总特派员。1942年2月，中共浙江省委被破坏，台州党组织直属中共中央华中局领导。7月，划归中共浙东区党委。1943年春，中共处属特委以仙居西部为活动区，在安仁成立分区委。1945年2月，建立中共缙云区委。1947年5月，成立玉环区委（后改县委），12月建立永乐黄边中心区委（后改黄乐县委）。1948年8月，括苍中心县委派出工作组与武装部队进入仙临黄边区。1949年1月31日，建立中共仙林黄边区党委。

### 第二次国共内战
抗日战争胜利后，中共中央决定撤出广东、浙江等地，台属中共党组织骨干大部撤往苏北和浙东，留下部分开展秘密工作。1947年1月，中共浙东工委确定台属地区为开展浙东游击战重点地区，建立中共台属工委，书记邵明、副书记许少春。之后台属党组织建立中共临海中心县委和三门、临三、椒南、宁海、宁新、宁天新、天新、嵊新东、临天仙县级工委。同年10月，在南田缴枪成功，台属工委建立只属直接领导的武装部队（代号“铁流”）。1948年4月，在中共台属工委书记邵明、副书记王槐秋率领下，“铁流”部队在黄岩圣堂村与徐寿考率领的浙南括苍支队第二中队会合。8月初，浙东临时工委书记顾德欢率南下四明地区的“钢铁”游击队与“铁流”会合，合编为浙东人民解放军第二游击纵队第四支队，又称浙东游击第四支队。8月31日，在临海县发动双庙战斗，全歼台州保安独立营2个中队:867。
1949年2月10日，浙东人民解放军第二游击纵队攻克天台县城，2月17日攻克海游、亭旁镇，攻占三门县并俘虏三门县长，三门县也成为解放军在浙江省最早攻克的县。4月7日，浙南游击纵队括苍支队渡海攻占玉环县，5月23日占领天台县城，28日占领温岭县城。29日攻占临海、黄岩。6月初，中国人民解放军南下干部纵队第1支队第6大队与中共台属工委在天台会合，之后中共浙江省委撤销台属工委，建立中共浙江省临海地方委员会。7月5日，攻占仙居、宁海。同月，临海地委改为中共浙江省第六地方委员会，辖临海、宁海、天台、三门、仙居、黄岩、温岭7个县委和临海城区、海门区2个直属区委。

### 中华人民共和国成立
1949年11月，第六地方委员会改称台州地方委员会。1949年10月至次年10月，召开代表会议。1954年5月，专区撤销，地委同时撤销。1957年7月，重建中共台州地委。1958年12月，专区和地委再次撤销。1962年4月，再次建立地委。文化大革命期间，1967年4月、1969年1月，两次成立地区革命委员会，党政一元化。1969年12月，建立台州地区革委会党的核心小组。1971年9月，中共台州地区第一次代表大会召开，选举产生第一届委员会。
1981年10月，成立中共台州政法委员会。1983年8月机构改革，地委纪律检查委员会改为地区纪律检查委员会，为地级单列机构。地委下设办公室、组织部、宣传部、农村工作部、统战部、政法委员会、地区机关党委、老干部局、党校、整党办公室、台州日报社、党史资料征集研究小组。1988年7月，增设台湾工作办公室。1990年4月，建立地直机关党工委。1994年9月16日，中共浙江省委决定撤销中共台州地委，建立中共台州市委员会。2001年机构改革，下辖纪律检查委员会（监察局与其合署办公）、市委办公室、组织部、宣传部、统战部、政法委、老干部局（由组织部管理）。2006年，增设社会工作委员会。

## 组织
1994年9月16日，中共浙江省委发出[1994]48号文件，决定撤销中共台州地委，改为中共台州市委。同时撤销中共黄岩市委、中共椒江市委，建立中共椒江区委、黄岩区委、路桥区委。1998年底，中共台州市委下辖中共临海市委、中共温岭市委；玉环、天台、仙居、三门县委，椒江、黄岩、路桥区委（2017年，玉环撤县设市）。

## 机构设置
根据2018年12月《台州市机构改革方案》，中国共产党台州市委员会设置工作机关有如下：
- 中共台州市委办公室（台州市委机要局、台州市密码管理局、台州市委保密委员会办公室、台州市国家保密局、台州市档案局）
- 中共台州市委组织部（中共台州市委新经济与新社会组织工作委员会、台州市公务员局）
- 中共台州市委宣传部（台州市人民政府新闻办公室、台州市精神文明建设指导委员会办公室、台州市新闻出版局、台州市互联网信息办公室）
- 中共台州市委统一战线工作部（台州市民族宗教事务局、台州市人民政府侨务办公室）
- 中共台州市委机构编制委员会办公室
- 中共台州市委直属机关工作委员会
- 中共台州市委全面深化改革委员会办公室（台州市最多跑一次改革办公室）

## 历任领导
1994年，中共台州地委撤销，改为中共台州市委。历任市委书记如下：
| 任次 | 姓名   | 籍貫             | 生卒年份             | 入党年份  | 上任日期   | 卸任日期   | 备注                             |
| ---- | ------ | ---------------- | -------------------- | --------- | ---------- | ---------- | -------------------------------- |
| 1    | 黄兴国 | 浙江象山         | 1954年10月－         | 1973年9月 | 1994年9月  | 1996年8月  | 原台州地委书记，继续担任市委书记 |
| 2    | 孙忠焕 | 浙江余姚         | 1948年－             |           | 1996年8月  | 2000年5月  |                                  |
| 3    | 史久武 | 浙江临安市於潜镇 | 1954年9月－2006年1月 |           | 2002年3月  | 2004年5月  |                                  |
| 4    | 蔡奇   | 福建三明尤溪县   | 1955年12月5日－      | 1975年8月 | 2004年4月  | 2007年4月  |                                  |
| 5    | 张鸿铭 | 浙江杭州市       | 1955年11月－         | 1985年7月 | 2007年2月  | 2009年3月  |                                  |
| 6    | 陈铁雄 | 浙江丽水青田县   | 1959年11月－         | 1979年5月 | 2009年4月  | 2013年3月  |                                  |
| 7    | 吴蔚荣 | 浙江兰溪         | 1963年1月－          | 1983年1月 | 2013年3月  | 2015年12月 |                                  |
| 8    | 王昌荣 | 浙江松阳         | 1962年12月－         | 1988年8月 | 2016年1月  | 2017年12月 |                                  |
| 9    | 陈奕君 | 浙江宁波         | 1967年3月－          | 1985年4月 | 2017年12月 | 2019年12月 | [ 33 ]                           |
| 10   | 李跃旗 | 上海             | 1970年4月－          | 1991年7月 | 2019年12月 | 2025年1月  | [ 34 ]                           |
| 11   | 沈铭权 | 浙江德清         | 1970年12月－         | 1994年4月 | 2025年1月  |            | [ 35 ]                           |